# 이노우에 고헤이
이노우에 고헤이(일본어: 井上 公平, 1978년 10월 5일 ~ )는 일본의 전 축구 선수이다.

## 구단 경력
과거 제프 유나이티드 이치하라, 알비렉스 니가타에서 활동하였다.